# The Hidden Treasure (film 1912)
The Hidden Treasure (o The Philanderings of Puddlefoot Pete) è un cortometraggio muto del 1912 diretto da Wallace Reid e, non accreditato, Allan Dwan.

## Produzione
Il film fu prodotto dalla Flying A (American Film Manufacturing Company). Venne girato a Santa Barbara.

## Distribuzione
Distribuito dalla Film Supply Company, il film - un cortometraggio di 173,75 metri - uscì nelle sale cinematografiche USA il 30 novembre 1912 e in quelle britanniche il 22 gennaio 1913.